# Aphaniosoma seticauda
Aphaniosoma seticauda är en tvåvingeart som beskrevs av Ebejer 1998. Aphaniosoma seticauda ingår i släktet Aphaniosoma och familjen gulflugor. Inga underarter finns listade i Catalogue of Life.